# Juunarsip Atuarfia
Juunarsip Atuarfia (dansk: Juunarsip Skole) er en skole i Qasigiannguit på vestkysten af Grønland.
Skolen er bygget i etaper, fra 1940-tallet til 1980, da skolens gymnastiksal blev bygget. Den har ca. 250 elever fordelt på 20 klasser i 1. til 11. klasse. 32 lærere er ansat på skolen. For 1. og 2. klasse er det Skolefritidsordning før og efter skoletid.